# Boris Andrejevič Pilňak
Boris Andrejevič Pilňak, česky též Piľnjak (rusky Борис Андреевич Пильняк; 11. října 1894, Možajsk – 21. dubna 1938, Moskva, popraviště Kommunarka), byl sovětský spisovatel, popravený v období stalinských procesů.

## Život

### Mládí
Narodil se v rodině Povolžských Němců v rodině veterináře Andreje Ivanoviče Wogau (Андрей Иванович Вогау), pocházejícího z Jekaterinstadtu (dnes Marx); matka Olga Ivanovna Savinova byla dcerou saratovského kupce. Rodiče se rozvedli v roce 1924. Dětství a mládí prožíval v provinčních ruských městech jako Možajsk a Saratov. Střední školu ukončil v Nižním Novgorodu v roce 1913. Studium ekonomické vysoké školy ukončil v Moskvě v roce 1920.

### Kariéra profesionálního spisovatele
První časopisecký příspěvek mu byl uveřejněn roku 1909. Profesionálním spisovatelem byl od roku 1915, kdy začal pod pseudonymem Boris Pilňak přispívat do časopisů a almanachů. Pseudonym si zvolil podle jména zemědělské usedlosti Pilňanka v Charkovské gubernii, kde pobýval u svého strýce z matčiny strany. Prvních knižně vydaných děl С последним пароходом (S posledním parníkem, 1918) vyšlo v roce 1918 a Былье (Minulost, 1920) si povšimli i lidový komisař pro vzdělání Anatolij Lunačarskij a Maxim Gorkij; Pilňak se stal slavným. Ve dvacátých letech cestoval po Evropě a pokračoval v publikaci svých knih.
Okolo roku 1924 napadali proletářští spisovatelé ve Svazu sovětských spisovatelů Pilňaka kvůli jeho cestám i stylu psaní. Pilňak se proto vrátil k sovětským námětům. Povídka Nezhašený měsíc (Повесть непогашенной луны, 1924) byla zjevně inspirována nevysvětlenou smrtí Michaila Frunzeho. V té samé době se však začínaly šířit pověsti obviňující Stalina z Frunzeho smrti. Časopis, ve kterém dílo vyšlo, byl zabaven a vydavatelé se museli omluvit. Jiná jeho díla však byla vydávána až do roku 1936.
V roce 1929 byl vyloučen z vedení Svazu spisovatelů za to, že v zahraničí vydal svou knihu Красное дерево (Mahagon), i když se jednalo o státem legalizované vydání. V ní popisuje návrat trockisty do malého ruského města deset let po revoluci, kde se setkává s komunistickými idealisty zklamanými narůstající byrokratizací země. Dílo bylo označeno za kontrarevoluční, později přepracováno jako součást Stavíme přehradu – Volha se vlévá do Kaspického moře).
V roce 1930 ho deník Izvestija vyslal do Tádžikistánu a Turkmenistánu, kde popisoval statečnost stavitelů železnice a naftových vrtů, ale také činnost pašeráků a zlodějů. Procestoval USA a navštívil Japonsko. V roce 1932 se vrátil do Sovětského svazu.

### Soukromý život
Boris Pilňak byl třikrát ženat, o potomcích se zdroje nezmiňují.

### Kritika, uvěznění, smrt
V roce 1935 obvinil Maxim Gorkij Pilňaka z „literárního výtržnictví“ a „nedostatku respektu ke čtenářům“. O rok později, když začínaly stalinské procesy, se Pilňak ještě necítil ohrožen. V říjnu se však již musel bránit kritice Svazu sovětských spisovatelů.
28. října 1937 byl uvězněn, 21. dubna 1938 se ocitnul před Vojenským kolegiem Nejvyššího soudu SSSR, byl obviněn ze špionáže ve prospěch Japonska a odsouzen k trestu smrti. Rozsudek byl vykonán téhož dne na popravišti Kommunarka na okraji Moskvy.
Rehabilitován byl v roce 1956, jeho knihy začaly opětovně vycházet v Sovětském svazu v 70. a 80. letech 20. století.

## Dílo
Současníci (např. Anatolij Lunačarskij) řadili Borise Pilňaka mezi nejpůvodnější a nejlepší autory své doby. Jako první popisoval pravdivě porevoluční dobu jako nekontrolovatelnou vzpouru ruského národa. Styl Borise Pilňaka byl charakterizován jako fragmentárně epizodický.

### Ruská vydání (výběr)
- Голый год, 1922 (česky Nahý rok, 1928, 1990; Holý rok, 1970)
- Повесть непогашенной луны (Nezhašený měsíc, časopisecky 1926 - zkonfiskováno, přepracováno do Stavíme přehradu)
- Красное дерево, 1929, příběh návratu trockisty po deseti letech revoluce, přepracované znění součástí Stavíme přehradu
- Волга впадает в Каспийское море, 1930 (česky Stavíme přehradu, 1932)
- О’кей, 1933

### Česká vydání
- Povídka o nezhaseném měsíci (vražda Komandarma, přeložil V. Koenig, Praha, J. Lukavský, 1927)
- Holý rok (román, přeložil Vladimír Vendyš, Praha, Rudolf Škeřík, 1928)
- Stavíme přehradu (Volha se vlévá do Kaspického moře, překlad a doslov Bohumil Mathesius, Praha, Melantrich, 1932)
- Nezhašený měsíc (přel. Jan Zábrana, uspořádal a doslov Jiří Zuzánek, Praha, Mladá fronta, 1968)
- Holý rok (přel. Vladimír Vendyš, doslov František Bráblík, il. Vladimír Tesař, Praha, Lidové nakladatelství, 1970)
- Nahý rok (přeložili Ludmila Dušková a Jan Zábrana, Praha, Odeon, 1990)

### Rozhlasová adaptace v Česku
- V roce 2015 uvedla rozhlasová stanice Vltava povídku Vítr člověčiny ze souboru Nezhašený měsíc.[4]

### Filmografie
- Повесть непогашенной луны (námět podle Borise Pilňaka, Nezhašený měsíc, film SSSR 1991)

## Zajímavost
Cesty Borise Pilňaka po Dálném východě si povšimnuly české Národní listy. V listopadu 1933 ho označily za „výjimečně dobrého spisovatele“ a připojily jako zábavnou historku případ, kdy čínský důstojník zabránil spisovateli ve vystoupení na již zahájené přednášce pro ruské emigranty v Charbinu.